# Határozatlansági reláció
A kvantummechanikai határozatlansági reláció (németesen: összefüggés, angolosan: elv) alapvető, elméleti határ bizonyos fizikai mennyiségek egyszerre, teljes pontossággal való megismerhetőségére. Ilyen mennyiségpár például a hely és az impulzus, minél pontosabb értéke van az egyiknek, annál pontatlanabb a másiknak. Az eredeti heurisztikus érvelést, hogy léteznie kell egy ilyen határnak, Werner Heisenberg adta 1927-ben, aki után gyakran Heisenberg-féle relációnak is szokták nevezni. Egy formálisabb megfogalmazást adott Earle Hesse Kennard (és tőle függetlenül egy évvel később Hermann Weyl), ami a hely és az impulzus mért értékeinek szórásait kapcsolja össze.
{\displaystyle \sigma _{x}\sigma _{p}\geq {\frac {\hbar }{2}},}
ahol {\displaystyle \hbar } a redukált Planck állandó.
A határozatlansági relációt gyakran összekeverik egy hasonló effektussal, a megfigyelői hatással, amely szerint nem lehet egy rendszeren mérést végezni anélkül, hogy ezzel megváltoztatnánk a rendszert. Eredetileg Heisenberg is ilyen magyarázatot adott a jelenségre, de azóta világossá vált, hogy a határozatlansági reláció a kvantumos rendszerek alapvető tulajdonsága, nem pedig a mérőberendezések technikai korlátja.

## Áttekintés

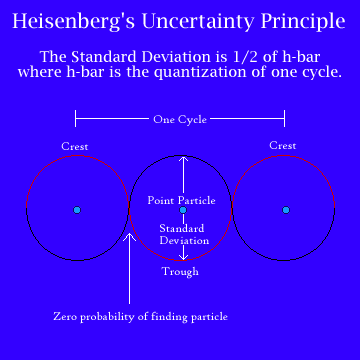
A Heisenberg-féle határozatlansági reláció kétdimenziós grafikus ábrázolása egy kvantumrészecske Gauss-szinuszos hullámfüggvénye esetére egy végtelen potenciálkút harmadik energiaszintjén.

A valószínűségi eloszlás elve áthatja a méréselméletet. A kvantumfizika kezdetéig úgy gondolták, hogy a mérésben az egyetlen bizonytalanságot a mérőeszközök behatárolt pontossága jelenti. Mostanra azonban világos, hogy semmilyen tudományos objektum kezelése - kísérlet vagy mérés - nem lehet kielégítő a mérés valószínűségi eloszlása természetének (hibák és reziduálisok) feltárása nélkül. A bizonytalanság (határozatlanság) a fizikai megfigyelés eloszlási függvényének relatív szélességét vagy keskenységét jelenti.
Szemléletes példa erre egy kísérlet, ahol egy részecske egy meghatározott állapotából kiindulva rajta két egymás utáni mérést végzünk. Az első a helykoordinátáját méri, a második pedig az impulzusát. Minden mérés során kapunk egy x helyet és egy p impulzust. A mérőberendezés pontosságától függően minden mérésnek közel azonos hely- és impulzusértéket kell szolgáltatnia, de a gyakorlatban kis eltérések fognak mutatkozni, miután a mérőberendezés pontossága nem végtelen. Heisenberg viszont megmutatta, hogy még végtelenül pontos mérőeszköz esetén sem lehet tetszőleges pontossággal megmérni egyszerre a helykoordinátát és az impulzust.
A Heisenberg-féle határozatlansági elv (amit egy 1927-es tanulmányban publikált) kvantitatív összefüggést állít fel a hipotetikusan végtelenül pontos mérés esetén a kapott x és p eloszlások méretére a következő módon. Ha az első (koordináta)mérés Δx szórást ad, akkor a második (impulzus)mérés Δp szórást fog szolgáltatni, ami legalább akkora, mint Δx inverze egy arányossági együtthatóval szorozva, ami ebben a behatárolt esetben kommutátor aritmetikával számolható ki, a Planck-állandó és 4{\displaystyle \pi } hányadosának adódik, azaz a redukált Planck-állandó felének.
Ez azt jelenti, hogy a hely- és impulzusmérés bizonytalanságának szorzata nagyobb vagy egyenlő kb. 5·10−35 joule-másodpercnél. Ezért a szorzat csak olyan rendszereknél válik jelentőssé, ahol a hely- vagy impulzusmérés bizonytalansága nagyon kicsi, azaz atomi méreteknél vagy azalatt, míg a makroszkopikus világ méréseinél általában elhanyagolható.
A határozatlansági reláció elvi határ minden mérés esetén. Igaz az ún. ideális mérésekre, amiket Neumann-méréseknek is szoktak hívni. Sőt igaz ún. nemideális vagy Landau-mérésekre is.

## A hullám-részecske kettősség és kapcsolata a határozatlansági elvvel
A határozatlansági reláció alapvető következménye, hogy semmilyen fizikai jelenség sem ábrázolható tetszőleges pontossággal mint „klasszikus pontszerű részecske” vagy hullám, a mikroszkopikus helyzet leginkább a hullám-részecske kettősség képe alapján írható le. A határozatlansági elv, ahogy Heisenberg eredetileg megközelítette, olyan esetekkel foglalkozik, amikor sem a részecske, sem a hullámkép nem teljesen alkalmas megközelítési mód. Ilyen például a részecske egy dobozban, valamilyen energiával. Az ilyen helyzetek nem írhatók le sem egy konkrét helykoordinátával (valamilyen távolságérték egy potenciálfaltól), sem egy konkrét impulzusértékkel (beleértve az irányát is). Bármilyen mérés, ami meghatározza egy ilyen részecske helyzetét vagy impulzusát tetszőleges pontossággal – amit a hullámfüggvény összeomlásaként ismerünk a kvantumfizikában –, kielégíti azt a feltételt, hogy a hullámfüggvény szélessége a helyzetbeli összeomlás után szorozva az impulzusbeli összeomlás utáni szélességgel nagyobb vagy egyenlő a redukált Planck-állandó felével.
A kvantummechanika minden mért részecskéje mutat hullámtulajdonságokat, tehát egzakt, kvantitatív analógiát találunk a határozatlansági reláció és a hullámok vagy jelek tulajdonságai között. Például egy időben változó jel, mint a hanghullám esetén értelmetlen megkérdezni a frekvenciaspektrumot egy adott időpillanatban, mivel a frekvencia mérése az ismétlődések mérése egy bizonyos időtartam alatt. Egy pontos frekvenciaméréshez a jelből elég hosszú (nem nulla) ideig kell mintákat vennünk. Ez mutatja, hogy az időpontosság elveszik a jel frekvenciaspektrumának mérése során. Ez analóg az impulzus és a hely közötti kapcsolattal, és van egy ekvivalens megfogalmazása is a határozatlansági elvnek, miszerint egy hullám energiamérésének bizonytalansága (az energia arányos a frekvenciával) fordítva arányos az ehhez szükséges idővel, ahol az arányossági tényező ugyanaz, mint a hely-impulzus határozatlansági reláció esetén.

### A határozatlansági elv
A határozatlansági elvet néha hibásan úgy magyarázzák, hogy a részecske helyének mérése szükségképpen megzavarja a részecske impulzusát. Maga Heisenberg is szolgálhatott kezdetben ilyen magyarázatokkal. Hogy ez nincs így, azt fent láthattuk. A kvantummechanikai határozatlansági mérés alapvetően nemklasszikus jellemzőit az Einstein-Podolsky-Rosen-paradoxonnak köszönhetően tisztázták, ami Einstein azon szándékából eredt, hogy a határozatlansági elvet felhasználva kimutassa a kvantummechanika hiányosságait. Ahelyett, hogy kimutatta volna a határozatlanság hiányosságait, Einstein arra sarkallta a kutatókat, hogy közelebbről megvizsgálják, mi a határozatlansági mérés, és mindez a határozatlanság alaposabb megértéséhez vezetett.
Az EPR-publikáció 1935-ös megjelenése előtt a mérést gyakran úgy ábrázolták, mint a mért rendszerre kirótt fizikai zavart, néha olyan gondolatkísérlettel illusztrálva, mint a Heisenberg-mikroszkóp. Például amikor az elektron pozícióját mérjük, akkor fényt vetünk rá, ezzel megzavarva az elektront, létrehozva pozíciójában a határozatlanságot. Az ilyen magyarázatok, amik még mindig előfordulnak a népszerűsítő irodalomban, megdőltek az EPR-paradoxonban, amely megmutatta, hogy mérés végezhető egy részecskén annak közvetlen megzavarása nélkül, a mérést egy távoli kvantum-összefonódott részecskén lefolytatva.

## Az operátorok nyelvén

### Felcserélhető operátorok
Ha kvantummechanikai értelemben mérést végzünk egy A fizikai mennyiség meghatározása érdekében egy rendszeren, akkor a mérés után közvetlenül a rendszert a fizikai mennyiségnek megfelelő {\displaystyle {\hat {A}}} operátor egyik sajátállapotában találjuk (a hullámfüggvény összeomlása). Tegyük fel, hogy mérési eredményünk {\displaystyle \lambda _{A}\,}, a hullámfüggvényre ekkor igaz, hogy:
{\displaystyle {\hat {A}}\psi =\lambda _{A}\psi }
Ha egy B mennyiségen rögtön végzünk egy mérést, és a {\displaystyle {\hat {B}}} operátornak is sajátállapota az A mérése utáni állapot, akkor nem történik semmi a hullámfüggvénnyel, és B-re is kapunk egy értéket, ugyanarra a hullámfüggvényre:
{\displaystyle {\hat {B}}\psi =\lambda _{B}\psi }
Ekkor nyilvánvalóan igaz a két operátor kommutátorának hatására:
{\displaystyle [{\hat {A}},{\hat {B}}]\psi \equiv ({\hat {A}}{\hat {B}}-{\hat {B}}{\hat {A}})\psi =(\lambda _{A}\lambda _{B}-\lambda _{B}\lambda _{A})\psi =0}
ha pedig a két operátor sajátállapot-rendszere közös, azaz minden lehetséges {\displaystyle \psi } esetén igaz az összefüggés, akkor a kommutátor maga is nulla. A kommutátor hatása azt fejezi ki, hogy tetszőleges sorrendben, tetszőlegesen rövid idő alatt akárhányszor elvégezhetjük a mérést, mindig ugyanazt kapjuk eredményül, azaz A és B fizikai mennyiség egyszerre tetszőleges pontossággal mérhető.

### Nem felcserélhető operátorok
Vizsgáljuk meg a hely- és impulzusoperátort, mondjuk koordinátareprezentációban (az eredmény természetesen reprezentációtól független lesz):
{\displaystyle {\hat {\mathbf {X} }}=\mathbf {x} }     {\displaystyle {\hat {\mathbf {P} }}={\frac {\hbar }{i}}{\frac {\partial }{\partial \mathbf {x} }}}
Számítsuk ki a kommutátorukat egy tetszőleges hullámfüggvény segítségével:
{\displaystyle [{\hat {\mathbf {X} }},{\hat {\mathbf {P} }}]\psi =x{\frac {\hbar }{i}}{\frac {\partial \psi }{\partial \mathbf {x} }}-{\frac {\hbar }{i}}{\frac {\partial }{\partial \mathbf {x} }}(x\psi )=x{\frac {\hbar }{i}}{\frac {\partial \psi }{\partial \mathbf {x} }}-{\frac {\hbar }{i}}\psi -x{\frac {\hbar }{i}}{\frac {\partial \psi }{\partial \mathbf {x} }}=i\hbar \psi }
azaz a kommutátor, amit mátrix alakban először Heisenberg írt fel 1925-ben: 
{\displaystyle [{\hat {\mathbf {X} }},{\hat {\mathbf {P} }}]=i\hbar }
vagyis a helykoordináta és a neki megfelelő impulzus operátorai nem felcserélhetők. Hasonló összefüggés érvényes az y és z helykoordinátákra és impulzusokra is. Ha két operátor nem felcserélhető, akkor nincs közös sajátállapotrendszerük, amin mindkettő operátor sajátértékkel rendelkezik, s így tetszőleges pontosságú mérés egyszerre nem hajtható végre a két fizikai mennyiségen.

#### Egyszerű becslés
Tegyük fel, hogy a részecske a tér véges tartományában van, amelynek méretei Δx, Δy és Δz, impulzusának átlagértéke pedig legyen p0. Azaz a hullámfüggvény a következő alakú:
{\displaystyle \psi =U(\mathbf {r} )e^{{\frac {i}{\hbar }}\mathbf {p_{0}r} }}
ahol U(r) olyan függvény, ami csak az említett tartományban különbözik észrevehetően nullától. Fejtsük ki a hullámfüggvényt az impulzus sajátállapotok szerint – amik síkhullámok –, azaz fejtsük Fourier-sorba. A sor a(p) együtthatóit ekkor az
{\displaystyle U(\mathbf {r} )e^{{\frac {i}{\hbar }}(\mathbf {p_{0}-p} )\mathbf {r} }}
alakú függvénynek a térkoordináták szerint a teljes téren vett integráljai határozzák meg. Ahhoz, hogy egy ilyen integrál észrevehetően különbözzék nullától az kell, hogy az oszcilláló exponenciális tag periódusa ne legyen túl kicsi annak a tartománynak a Δx, Δy, Δz méreteihez képest, amiben U(r) nullától különböző:
{\displaystyle {\frac {1}{\hbar }}(p_{0x}-p_{x})\Delta x\leq 1}
azaz a(p) csak ott különbözik nullától, ahol ez a feltétel teljesül. Azaz a(p) méretére, amit ez a feltétel szab ki, és ami nem más, mint az impulzus mérési hibája, igaz, hogy
{\displaystyle \Delta p_{x}\Delta x\sim \hbar }
Ezt a határozatlansági összefüggést (és y,z-irányú párjait) Heisenberg 1927-ben ismerte fel. 

#### Pontos becslés
Hermann Weyl pontos becslést adott a koordináta és az impulzus szórásának
{\displaystyle \sigma _{x}={\sqrt {(x^{2}-{\bar {x}}^{2})}}\qquad \sigma _{p_{x}}={\sqrt {(p_{x}^{2}-{\bar {p}}_{x}^{2})}}}
szorzatára az alábbi azonosságból kiindulva (egyszerűség kedvéért feltéve, hogy x és px átlagértéke nulla):
{\displaystyle \int _{-\infty }^{\infty }\left|\alpha x\psi +{\frac {d\psi }{dx}}\right|^{2}dx\geq 0}
ami az integrálások elvégzése után a következő α-ban másodfokú egyenlőtlenséghez vezet:
{\displaystyle \alpha ^{2}\sigma _{x}^{2}-\alpha +{\frac {\sigma _{p_{x}}^{2}}{\hbar ^{2}}}\geq 0}
ami csak akkor igaz minden α-ra, ha
{\displaystyle \sigma _{x}\sigma _{p_{x}}\geq {\frac {\hbar }{2}}}
ami a határozatlansági összefüggés pontos alakja. 